# Centro Olímpico Tancredo Neves
Centro Olímpico Tancredo Neves – stadion piłkarski, w Jataí, Goiás, Brazylia, na którym swoje mecze rozgrywa klub Associação Esportiva Jataiense.